# Wróblewo (powiat ciechanowski)
Wróblewo – wieś w Polsce, położona w województwie mazowieckim, w powiecie ciechanowskim, w gminie Gołymin-Ośrodek. 
Wróblewo jest sołectwem w gminie Gołymin-Ośrodek
Do 2024 r. miejscowość była częścią wsi Wróblewko. W latach 1975–1998 Wróblewo należało administracyjnie do województwa ciechanowskiego.